# Majoneza
Majoneza ([majonéza], iz fr. mayonnaise) je zmes rumenjakov kokošjih jajc in olja ter služi kot dodatek in dekoracija hladnih jedi in kot osnova za omake.
Lecitin iz rumenjakov je naravni emulgator, ki poveže maščobo in vodo v emulzijo.

## Zgodovina

### Izvor imena
Ime naj bi izšlo iz stare francoske besede za rumenjak ali pa naj bi ga navdihnila zmaga v Mahonu na Menorki leta 1757.

### Druga svetovna vojna
Med 2. svetovno vojno naj bi bila zaradi pomanjkanja surovin izdelava in prodaja majoneze prepovedana v Švici ter na Češkem in Moravskem.

## Kultura

### Drugi spol
Simone de Beauvoir je v svoji knjigi Drugi spol (1949) omenila francosko vražo, po kateri prisotnost ženske z menstruacijo prepreči, da bi se majoneza posrečila. V tem delu se o položaju ženske pojavi tudi misel: »Silogizem ni uporaben za pripravo majoneze in umirjanje otroških solz«.

## Domača priprava
Majoneza se naredi s hitrim in nenehnim mešanjem rumenjakov z metlico med postopnim dodajanjem olja v tankem curku, dokler se masa ne zgosti. Na koncu se redči z limoninim sokom ali kisom. Vsa živila morajo biti med pripravo hladna oz. sobne temperature, rumenjak pa svež. Če se prehitro dodaja olje ali pa je njegova temperatura nižja od sobne, se majoneza sesiri. Začimbe se doda na koncu, da ne uničijo rumenjakov. Mešanje olajšata palični mešalnik in mikser. Domačo majonezo se hrani v hladilniku in porabi v nekaj dneh. Zamrzovanje jo uniči.

### Začinjanje in dodajanje drugim jedem
Med možnimi dodatki so worcesterska omaka, drobnjak, hren, nasekljane sardele, kisle gobice, kisla smetana, belo vino, gorčica, poper, česen in žafran. Majoneza je osnova za tatarsko in remuladno omako ter sestavina francoske in ameriške solate. Kot specialiteta se omenjajo še telečji možgani v majonezi. Za okraševanje jedi se majonezo utrdi z želatino ali aspikom.

## Industrijska proizvodnja
Industrijsko narejena majoneza vsebuje aditive in arome. Kupcem je na voljo v kozarcih, tubah in vrečkah. Vrat tube je zvezdasto narezan, da ob iztisku oblikuje majonezo. T.i. lahko majonezo (z manj ali brez jajc) se naredi s pomočjo emulgatorja, saj se voda in olje težko mešata.

### Slovenija
Na slovenskem trgu mora imeti majoneza najmanj 70 % maščobe in najmanj 5 % jajčnega rumenjaka. Za izdelke, ki temu kriteriju ne zadostijo, si iznajdljivi proizvajalci izmislijo imena, kot je npr. »majonezna omaka«.
Kolinska je konec 70. let začela proizvajati licenčni majonezi znamk Thomy (v lasti švicarskega Nestle) in Knorr (v lasti ameriškega CPC). Leta 1995 je prenehala s proizvodno majoneze Thomy, ker se je morala odločiti za sodelovanje z enim od teh koncernov in ker ni sprejela ponudbe Nestleja za nakup podjetja. S CPC je podaljšala ter začela proizvajati in tržiti njegovo majonezo Hellman's kljub zasičenosti trga.
Tovarna olja GEA iz Slovenske Bistrice je imela v lasti podjetje Party's d.o.o., ki je proizvajalo majoneze znamke Party. Kasneje se je Party's pripojil h GEI.

### Kritike
Članek v The Irish Times opozarja, da ima industrijsko narejena majoneza zavajajoče trditve na etiketah, encim za porumenitev rjavih pasteriziranih rumenjakov, aditiv za podaljšanje trajanja in barvilo ter da je v t.i. lahkih majonezah bistveno manj jajc in pa več vode, zaradi česar je treba manjkajoče olje nadomestiti z modificiranim škrobom, smetano v prahu, citrusnimi vlakni, guar gumijem, ksantam gumijem in gorčično moko. Avtorica je v deklaracijah majonez nekaterih znamk odkrila tudi mikrokristalno celulozo in karboksimetil celulozo, ki služita kot prehranske vlaknine in kot snov za povečanje volumna izdelka. Na koncu je napisala, da ima lahka majoneza cenejše sestavine, vendar enako ceno kot običajna majoneza, ter da je bolje jesti »pravo stvar« in v manjši količini.

## Nevarnost okužbe z bakterijami

### Slovenija
Inštitut za varovanje zdravja Republike Slovenije je majonezo označil za tvegano živilo zaradi možnosti zastrupitve s salmonelo in bakterijo kampilobakter. V skupino dovzetnejših ljudi je uvrstil starejše, otroke, bolnike z oslabelim imunskim sistemom in nosečnice. Odsvetoval je uživanje surovih jajc in torej tudi doma narejene majoneze. Nacionalni inštitut za javno zdravje je poleg salmonele navedel bakterijo Staphylococcus aureus. Zaposlenim v živilski dejavnosti je svetoval visok nivo higiene in ustrezno toplotno obdelavo (toksin stafilokoka se pri tem ne uniči).

### Mnenja o možnosti pasterizacije jajc doma
Po enem od kuharskih nasvetov se rumenjake, če pasterizirani niso na voljo, postavi nad vodo, dokler ta ne zavre do 80 stopinj celzija. Ameriško ministrstvo za kmetijstvo (U.S. Department of Agriculture) trdi, da jajc doma ni mogoče pasterizirati.

## Kritike zaradi visoke vsebnosti maščob

### Slovenija
Zveza potrošnikov Slovenije meni, da se majonezo kot energetsko bogato živilo lahko uživa le občasno in v kombinaciji z uravnoteženo prehrano. Uvrstila jo je med odsvetovane namaze za zdrav študentski sendvič. Zveza društev diabetikov Slovenije jo odsvetuje bolnikom s sladkorno boleznijo.

### Šport
Nogometni trener Paolo Di Canio je leta 2013 igralcem angleškega kluba Sunderland prepovedal tudi majonezo zaradi želje po boljših rezultatih.

## Uporaba v kozmetiki
Majonezna maska se uporablja kot negovalno sredstvo za kožo in lase.